# Equus ferus solutrensis
Il cavallo di Solutré (Equus ferus solutrensis) è una sottospecie estinta del genere Equus che visse in Francia nella facies solutreana.
L'espressione "cavallo di Solutré" fa riferimento ai resti preistorici di questi cavalli ritrovati nei pressi della Roche de Solutré, da Adrien Arcelin e Henry Testot-Ferry nel 1866, successivamente studiati dal professor Toussaint nel 1874. Questo ritrovamento è all'origine di una leggenda popolare di caccia preistorica mediante "l'abisso", secondo il quale i cacciatori paleolitici guidavano mandrie di cavalli selvaggi su per la rocca per precipitarli nel vuoto e ucciderli. In realtà, questi cavalli migranti furono uccisi dagli uomini ai piedi della rocca.
Ricerche più recenti di Jean Combier, François Prat e Jean-Luc Guadelli attribuiscono i resti di cavalli scoperti a Solutré a sottospecie discendenti dall'Equus caballus germanicus, vale a dire Equus caballus gallicus ed Equus caballus arcelini. Dal punto di vista scientifico, il cavallo di Solutré non è quindi considerato una specie distinta, anche se viene comunque considerato, in opere destinate al grande pubblico, come l'antenato di alcune razze di cavalli moderni, in particolare del cavallo della Camargue e quello Ardennese.

## Descrizione delle ossa
I depositi paleolitici vicino alla Roche de Solutré, a Solutré-Pouilly, hanno restituito numerosi resti di cavalli, scoperti da Adrien Arcelin e Henry Testot-Ferry nel 1866. Queste ossa furono studiate nel 1874 dal professor Toussaint, nel suo Traité sur le cheval dans la station préhistorique de Solutré. Egli stima che l'altezza media dei cavalli fosse compresa tra 1,36 e 1,38 m , fino ad un massimo di 1,45 m; stima in effetti confermata lo stesso anno dall'ippologo André Sanson. Rispetto ai cavalli domestici, quelli di Solutré hanno la testa grande. Tuttavia, per uno studio dettagliato mancano parti essenziali dello scheletro, in particolare un cranio completo. Ciò non permette, sempre secondo André Sanson, di determinare di che tipo di equino si tratti. Una nuova serie di studi venne effettuata quando Jean Combier recuperò queste ossa negli anni '60.

## Interpretazioni scientifiche
Da allora sono emerse diverse teorie scientifiche riguardo a questi resti di cavalli, sia su come siano morti che da dove provenissero.

### Addomesticamento o caccia
Una delle prime ipotesi avanzate dal professor Toussaint nel 1874 è che gli uomini del Solutreano addomesticassero questi cavalli, per poterli catturare con un lazo e poi nutrirsene. Tale teoria viene contestata da André Sanson e Charles-Alexandre Piétrement, sulla base delle conoscenze generali riguardanti gli uomini paleolitici: questi studiosi indicano che le ossa provengono da cavalli macellati da un gruppo di cacciatori e che le conoscenze degli uomini solutreani erano troppo rudimentali per poter includere anche l'addomesticamento del cavallo. Anche sulla stima dell'età dei cavalli il professor Toussaint e l'ippologo non sono d'accordo.
Secondo la teoria più recente, i cavalli probabilmente transitavano spesso vicino alla rocca di Solutré durante le loro migrazioni stagionali, svernando nelle valli del Rodano e della Saona per risalire sugli altipiani dell'Ovest con il ritorno del caldo. I gruppi umani paleolitici approfittavano quindi del passaggio di queste numerose mandrie per abbattere e macellare gli animali.

### Specie o sottospecie interessata
L'ipotesi dell'esistenza di due sottospecie diverse nel sito di Solutré deriva dall'esame delle ossa recuperate da Jean Combier. Notando differenze morfologiche associate a datazioni diverse (che suggeriscono diverse specie o sottospecie tra questi fossili), François Prat e quest'ultimo postulano l'esistenza in questo sitodi due tipi di cavalli differenti: Equus caballus gallicus ed Equus caballus arcelini. Sembrerebbe che l'Equus caballus gallicus sia comparso nella regione di Solutré durante la seconda metà della glaciazione Würm III, come successore dell'Equus caballus germanicus, che frequentava queste regioni a partire da Würm II. È quindi possibile che alla fine di Würm IV sia succeduta all'Equus caballus gallicus una nuova specie più adattata alle condizioni climatiche.

#### Equus caballus gallicus
L'Equus caballus gallicus è una presunta sottospecie di dimensioni inferiori a quella dell'Equus caballus germanicus, che, secondo François Prat, presentava una morfologia diversa con caratteri equini più tipici in riferimento alla dentatura. Più piccolo e leggero rispetto a quest'ultimo, misurava in media 1,40 m, aveva zoccoli larghi e una testa corta e voluminosa con denti robusti, poggiante su un collo corto e largo.
Poiché costituisce la maggior parte dei fossili rinvenuti a Solutré, è in linea di principio all'Equus caballus gallicus che il nome "cavallo di Solutré" si riferisce. Tuttavia non tutti gli studiosi di preistoria e i paleontologi riconoscono l’esistenza di questo taxon. Vera Eisenmann postula che l'Equus caballus germanicus possa presentare variazioni nelle dimensioni e nella dentatura, e che l'Equus caballus gallicus non sia mai esistito; l'Equus caballus arcelini sarebbe succeduto direttamente all'Equus caballus germanicus 15.000 anni prima della nostra era, con cambiamenti morfologici molto più visibili.

#### Equus caballus arcelini
Studi effettuati da François Prat poi da Jean-Luc Guadelli intorno al 1989 hanno dimostrato che un'altra potenziale sottospecie, più piccola, è presente nei livelli magdaleniani di Solutré. È stato chiamato Equus caballus arcelini in onore di Adrien Arcelin.

#### Equus ferus
Alcuni autori hanno paragonato i cavalli di Solutré anche alla specie Equus ferus, specie distinta da quella del cavallo domestico.

## La leggenda della caccia "all'abisso"

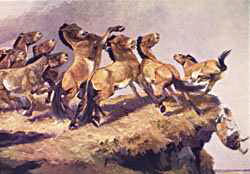
I cavalli che precipitano dalla rocca di Solutré, illustrazione del 1870.

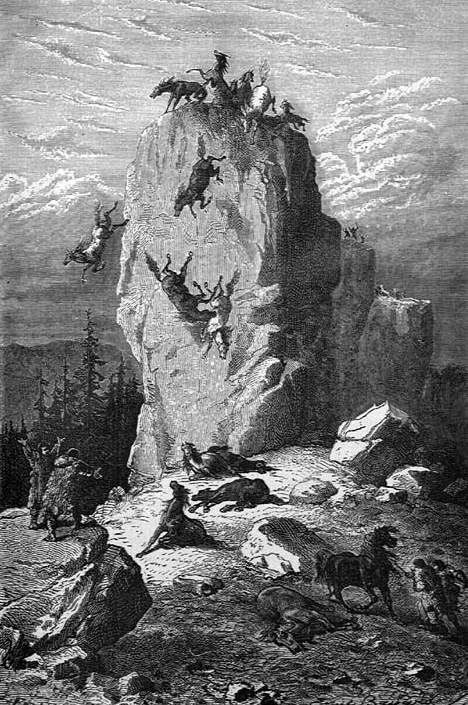
Caccia al cavallo di Solutré, L'Homme primitif di Louis Figuier, 1876.

Il ritrovamento delle ossa di Solutré diede origine ad una leggenda trasmessa dalla cultura popolare, secondo la quale cacciatori paleolitici avrebbero guidato mandrie di cavalli sulla sommità della Rocca per precipitarli dall'alto delle scogliere allo scopo di farli morire con la caduta.
Questa teoria molto popolare, che non fu mai discussa nelle pubblicazioni scientifiche di Henry Testot-Ferry, appare per la prima volta nel romanzo preistorico di Adrien Arcelin intitolato Solutré ou les chasseurs de rennes de la France centrale, nel 1872. Si tratta di una finzione che l'immaginario popolare ha fatta propria e, illustrata da una ricchissima iconografia, è stata ripresa e utilizzata decine di volte da autori, registi e artisti, nonostante la sua impossibilità, comprovata a partire dagli anni Sessanta valutando la configurazione del terreno.
Essa è oggi ampiamente contestata, in particolare a causa della distanza che separa le rupi della Rocca dai tumuli ossei archeologici, e che si attesta nell'ordine di un centinaio di metri. Anche la conoscenza delle armi da caccia solutreane invalida questo. Secondo François Popelin, questa leggenda sarebbe sopravvissuta attraverso l'associazione simbolica tra il cavallo e l'elevazione alle alture, con una possibile ulteriore influenza dell'immagine descritta dal "montone di Panurgo". Secondo il Museo Dipartimentale di Preistoria di Solutré, i cavalli furono in effetti abbattuti ai piedi della rocca.

## Relazioni tra il cavallo di Solutré e i cavalli domestici
Il cavallo di Solutré è spesso citato nella genealogia delle razze equine francesi che lo avrebbero come antenato.

### Camargue

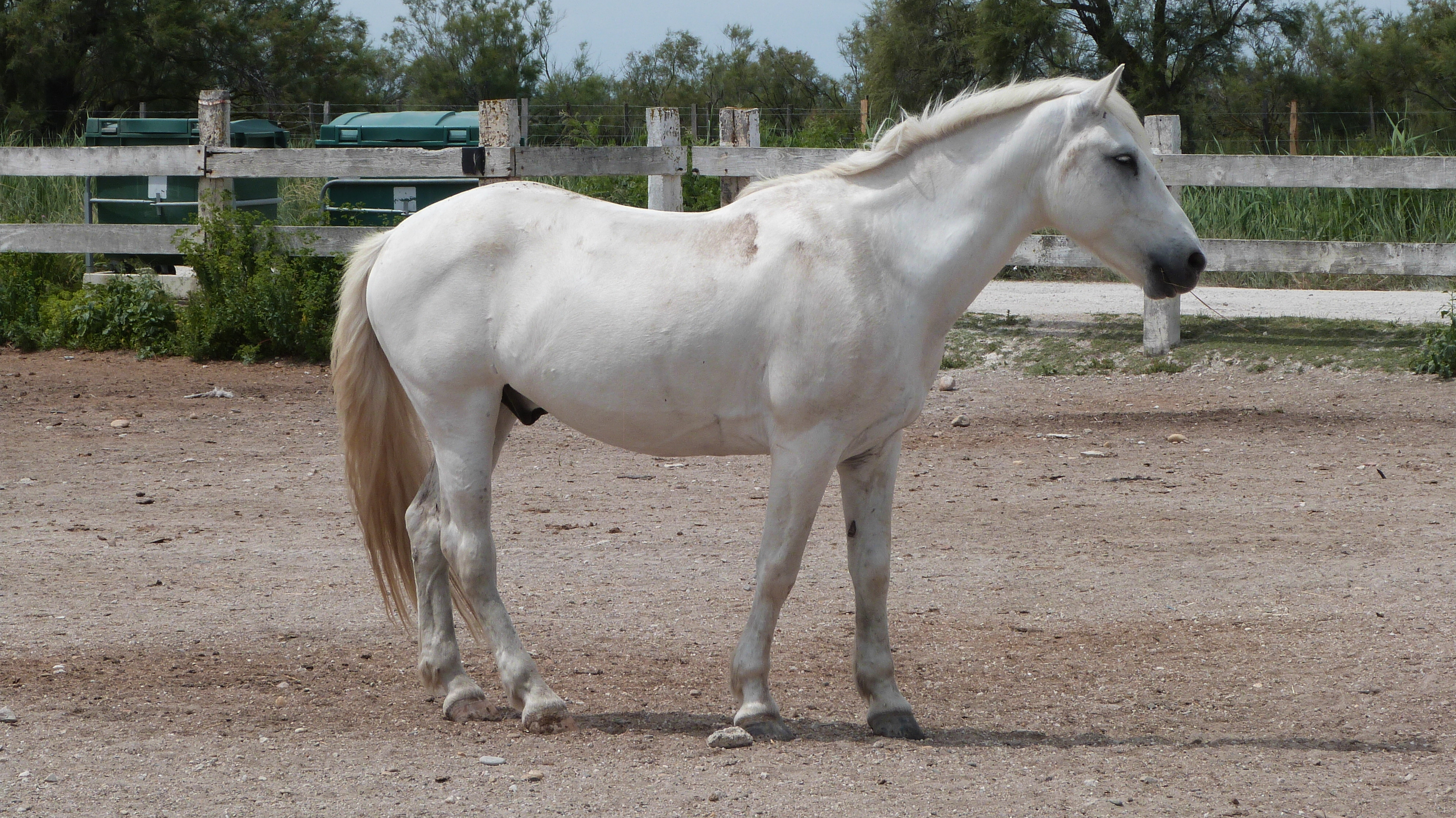
La razza equina Camargue è ancora oggi considerata molto vicina al cavallo di Solutré.

Nel 1874, il professor Toussaint confrontò le ossa scoperte del cavallo della Camargue. Un anno dopo scoprì uno scheletro di cavallo vicino ad Arles, che considerò "di forma solutreana" e lo menzionò come la più antica testimonianza diretta di un antenato del cavallo della Camargue.
Questa teoria viene ancora largamente proposta in numerose recenti opere divulgative, pubblicate nel 2006 o ancora nel 2008. Il documento ufficiale della razza Camargue pubblicato dall'Haras Nationaux (amministrazione degli allevamenti pubblici di cavalli) asserisce che, seguendo questa logica, il cavallo di Solutré visse 20.000 anni fa nel bacino della Saona e avrebbe percorso la valle del Rodano per stabilirsi nelle distese della Camargue 10.000 anni fa.

### Ardenne
Nel 1874, André Sanson considerò il cavallo di Solutré come l'antenato diretto del cavallo Ardennese, supponendo in particolare che gli abitanti dell'attuale Belgio si rifornissero di cavalli a Bassigny durante i primi tempi della domesticazione del cavallo, ma questa teoria è stato confutata da ricerche più recenti. La razza Ardennese (e di conseguenza quella di Auxois e Trait du Nord, che derivano da incroci con quest'ultimo) sono ancora spesso citati come discendenti del cavallo di Solutré, ma non vi è alcuna prova che i cavalli del sito di Solutré migrarono in qualche momento verso le Ardenne.